# Salem Ablo
Salem Ablo là một cầu thủ bóng đá người Libya thi đấu ở vị trí tiền đạo cho Al-Ahly Tripoli.

## Sự nghiệp quốc tế

### Bàn thắng quốc tế
Tỉ số và kết quả liệt kê bàn thắng của Libya trước.
| #  | Ngày               | Địa điểm                                 | Đối thủ | Tỉ số | Kết quả     | Giải đấu                           |
| -- | ------------------ | ---------------------------------------- | ------- | ----- | ----------- | ---------------------------------- |
| 1. | 1 tháng 6 năm 2013 | Sân vận động 11 tháng 6, Tripoli, Libya  | Uganda  | 2–0   | 3–0         | Giao hữu                           |
| 2. | 3 tháng 2 năm 2018 | Sân vận động Marrakech, Marrakesh, Maroc | Sudan   | 1–1   | 1–1 (2–4 p) | Giải vô địch bóng đá châu Phi 2018 |